# Saison humide
En climat tropical, la saison humide (ou saison des pluies) désigne  une période de l'année où la pluviométrie moyenne est beaucoup plus importante que pendant l'autre période nommée saison sèche. Sa durée est variable. Généralement elle augmente en se rapprochant de l'équateur. 

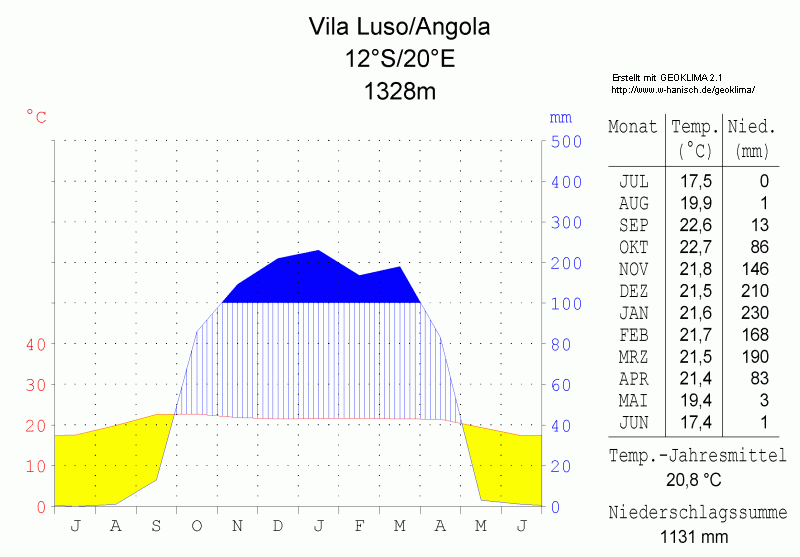
Diagramme ombrothermique de l'Angola. La saison humide est en bleu.

- En Asie du Sud, par exemple en Inde, cette période se nomme la mousson.
- La saison des pluies en Asie orientale est communément appelée « pluie de prunes ».